# 落合甚九郎
落合 甚九郎（おちあい じんくろう、1892年（明治25年）3月28日 - 1971年（昭和46年）11月23日）は、日本の陸軍軍人。最終階級は陸軍中将。

## 経歴
栃木県出身。栃木中学校（現栃木県立栃木高等学校）卒業を経て、1914年（大正3年）5月、陸軍士官学校（26期）を卒業。同年12月、歩兵少尉に任官し歩兵第59連隊付となる。1925年（大正14年）11月、陸軍大学校（37期）を卒業した。
1928年（昭和3年）8月、陸士付となり、さらに同教官を務め、1929年（昭和4年）8月、歩兵少佐に昇進。1930年（昭和5年）2月、応聘により支那出張となり北京陸軍大学教官に就任。1931年（昭和6年）3月、第7師団司令部付となり、歩兵第26連隊付、支那駐屯軍司令部付を経て、1934年（昭和9年）8月、歩兵中佐に進み第2師団参謀に就任。1936年（昭和11年）8月、陸士付（支那留学生隊長）に就任。1937年（昭和12年）8月、兵科を航空兵に転科し航空兵中佐となり第109師団参謀となり日中戦争に出征。1938年（昭和13年）2月、同師団参謀長に就任し、同年3 月、航空兵大佐に昇進した。
1939年（昭和14年）12月、東部防衛参謀に就任し、東部軍参謀を経て、1940年（昭和15年）9月、第11軍司令部付（漢口特務機関長）となり、1941年（昭和16年）3月、陸軍少将に進んだ。同年6月、支那派遣軍司令部付(興亜院華中連絡部次長心得)に転じ、支那派遣軍総参謀副長兼中国大使館付武官を経て、1944年（昭和19年）5月、第27師団長心得に就任。同年6月、陸軍中将に進級し第27師団長に就任。南昌の警備活動中に終戦を迎えた。
その後、BC級戦犯の容疑で逮捕され、1948年（昭和23年）5月、無期禁固の有罪判決を受け、1952年（昭和27年）8月、巣鴨拘置所から釈放された。この間、1948年（昭和23年）1月に 公職追放の仮指定を受けた。

## 親族
- 長男 落合成行（陸将）[1]